# Empyrean Isles
Empyrean Isles — четвёртый альбом американского джазового пианиста Херби Хэнкока, записанный в 1964 году на лейбле Blue Note Records.

## Запись и музыка
Альбом был записан на студии Van Gelder Studio, Энглвуд-Клифс, Нью-Джерси 17 июня 1964 года. Квартет пианиста Хэнкока состоял из Фредди Хаббарда на корнете, Рона Картера на басу и Тони Уильямса на ударных. Все четыре композиции были написаны Хэнкоком.

## Релиз и приём
| Оценки критиков                     | Оценки критиков |
| Источник                            | Оценка          |
| ----------------------------------- | --------------- |
| AllMusic                            | [ 3 ]           |
| The Rolling Stone Jazz Record Guide | [ 4 ]           |
| The Penguin Guide to Jazz           | [ 5 ]           |

Empyrean Isles был выпущен на лейбле Blue Note Records. Рецензент портала AllMusic назвал альбом «пластинкой, которая официально зарекомендовала Хэнкока как выдающегося музыканта in his own right».

## Список композиций
Все композиции написаны Херби Хэнкоком
| №  | Название            | Длительность |
| -- | ------------------- | ------------ |
| 1. | «One Finger Snap»   | 7:20         |
| 2. | «Oliloqui Valley»   | 8:28         |
| 3. | «Cantaloupe Island» | 5:32         |
| 4. | «The Egg»           | 14:00        |

| №  | Название                                 | Длительность |
| -- | ---------------------------------------- | ------------ |
| 5. | «One Finger Snap» (альтернативный дубль) | 7:37         |
| 6. | «Oliloqui Valley» (альтернативный дубль) | 10:47        |

## Участники записи
- Херби Хэнкок – пианино
- Фредди Хаббард – корнет
- Рон Картер – бас
- Тони Уильямс – ударные